# Stanislav Firtl
Stanislav Firtl (11. května 1945 Brno – 4. ledna 2020 Kyjov) byl motocyklový a automobilový závodník. Automobilových závodů se úspěšně zúčastňoval i po amputaci nohou.

## Život
Vyučil se strojníkem sklářských automatů v kyjovské sklárně a později získal i kvalifikaci automechanika.
Zprvu pracoval v kyjovské sklárně a později v autoopravně U Křížů na generálkách motorů.
V roce 1990 se osamostatnil a jako OSVČ se věnoval opravám a úpravám motorů Škoda.
Žil celý život v Kyjově, kde se též oženil a měl 2 syny. Stanislava a Radima.
Oba synové a pak i jejich synové (vnuci) se v dospělosti účastnili závodů automobilů do vrchu.
Starší ze synů Stanislav, byl zároveň i organizátorem závodů do vrchu a to až do své předčasné smrti v roce 2011. (Je po něm pojmenován i jeden z mistrovských závodů automobilů do vrchu).
Po roce 2000 bojoval s cévními problémy nohou, které mu později musely být amputovány. I s tímto handikepem se však nepřestal věnovat svému koníčku a v upraveném voze se účastnil některých závodů.
Zemřel 4. ledna 2020 ve věku 74 let.

## Závodní historie
Již ve věku 14 let se zúčastňoval s partou kamarádů z Kyjova motoristických soutěží na motocyklu Jawa 50 Pionýr.
Ve věku 16 let „propadl“ motokrosu, kterému se se střídavými úspěchy věnoval až do roku 1971. První motocykl byl problematický ČZ 175 motocross. Následovala upravená cestovní ČZ 250 Sport a pak další Jawa.
Svou motokrosovou kariéru ukončil na polotovární ČZ 360, kterou si z dílů sám postavil.
V roce 1971 se poprvé zúčastnil automobilových závodů do vrchu na lehce upravené Škodě 1000 MB.
Škodě zůstal věrný až do roku 2005 (vystřídal jich několik) a slavil s ní své největší úspěchy mezi kterými byl i mistrovský titul v závodech do vrchu ve své třídě. Účastnil se i závodů na okruzích a rally.
Vozy si s pomocí několika věrných kamarádů připravoval sám.
Byl pověstný svou dravou jízdou v zatáčkách, kde musel „nahánět“ vteřiny, které ztrácel na rovinkách na konkurenci na silnějších strojích.
Po roce 2005 přesedlal na Suzuki Swift GTi s ručním ovládáním, se kterou závodil až do roku 2019. V roce 2018 zvítězil, i přes svůj handicap, ve dvou závodech seriálu MREC 2018 ve třídě E1-1150. Jeho Suzuki mu také naposled „zatúrovala“ u pohřební síně v Kyjově.